# Rankgården
Rankgården är en ö i Åland (Finland). Den ligger i Skärgårdshavet eller Ålands hav och i kommunen Jomala i landskapet Åland, i den sydvästra delen av landet. Ön ligger nära Mariehamn och omkring 280 kilometer väster om Helsingfors.
Öns area är 13,2 hektar och dess största längd är 0,5 kilometer i sydväst-nordöstlig riktning. Ön höjer sig omkring 15 meter över havsytan. I omgivningarna runt Rankgården växer i huvudsak barrskog.